# Wo Shing Wo
Wo Shing Wo (和勝和) è il gruppo originario della triade Wo, ed è la triade con la più lunga vita ad Hong Kong.
Wo Shing Wo nacque a Sham Shui Po nel 1930, dove ha incominciato ad estendere la sua influenza a Tsim Sha Tsui e Mong Kok.
È coinvolta in estorsioni, traffico di droga, gioco d'azzardo e prostituzione.
Utilizza ancora l'antico cerimoniale della società segreta Tiandihui per l'affiliazione dei membri.
Steven Xu è stato a capo dell'organizzazione criminale fino al 2018 prima di essere arrestato e condannato all'ergastolo.